# Blauwkopgrondscharrelaar
De blauwkopgrondscharrelaar (Atelornis pittoides) is een vogel uit de familie Brachypteraciidae (grondscharrelaars).

## Verspreiding en leefgebied
Deze soort is endemisch in Madagaskar.